# Puente del Humilladero
El Puente del Humilladero, oficialmente bautizado como el Puente de Bolívar, es un puente de 12 arcos de un estilo conocido como ''Neo-romano'' parte del Neoclásico del siglo XIX, ubicado al norte del Centro Histórico de Popayán, capital del departamento del Cauca, dando continuidad a la Carrera 6 o también conocida como Calle del Humilladero (cuyo nombre fue inspirado por este viaducto), conectando al sector patrimonial con el barrio Bolívar al atravesar las pendientes que forman el cauce del río Molino, que fue por mucho tiempo la frontera septentrional de la ciudad. Se le considera una de las obras públicas insignes en arquitectura civil hechas por fray Serafín Barbetti durante inicios de la era republicana de Colombia. 
Es uno de los atractivos turísticos más visitados de la urbe, además de convertirse en emblema distintivo y punto de referencia de la misma.

## Historia

### Antecedentes
Al Popayán ser fundada el 13 de enero de 1537, se establecieron las fronteras y se repartieron los solares de tierras entre los recién llegados conquistadores españoles, quienes designaron al caudaloso río Molino como la frontera norte de la ciudad, mientras que el río Ejido lo sería en el límite sur, sin embargo, al hallarse la plaza central más cercana al primer afluente la primitiva población fue dándole más importancia, dado que de aquí se sustraía agua para el consumo diario y se lavaba la ropa en sus orillas.
Tiempo después se trazó formalmente el Camino Real Español que conectaba a Asunción de Popayán con Santiago de Cali rumbo a Santafé de Bogotá, estableciéndose la actual Carrera 6 como la entrada y salida principal de la ciudad hacia el norte, denominándose el sitio como el Camino Real del Portazgo Norte, no obstante, el obstáculo más grande a la que se tenía que enfrentar la ciudadanía payanesa colonial del siglo XVII fue del sortear el ligero cañón que formaba el meandro del río Molino para acceder al centro.
Ya entrado el siglo XVIII y a consecuencia del brutal terremoto del 2 de febrero de 1736 que diezmo a gran parte de la población se estableció en la orilla norte el Hospital del Humilladero regentado por la comunidad de Padres Camilianos, lo cual supuso un problema porque a pesar de estar aislado para proteger a la reducida ciudadanía, también se le dificultaba el acceso al mismo para los enfermos necesitados y moribundos a causa de la traicionera corriente del afluente. No fue sino hasta que el adinerado feudo-burgués don Jacinto de Mosquera y Figueroa al quedar conmovido por la valiente acción de un sacerdote que en un día de tormenta enfrentó una torrencial lluvia y las embravecidas aguas del río Molino a lomos de un asno, con la intención de llevar el beatico al barrio El Callejón, que el aristócrata decidió financiar con su propio dinero la construcción de un puente para por fin sortear al torrente de agua, siendo conocido hoy en día como el Puente Chiquito de la Custodia, volviéndose la única entrada a la ciudad desde 1713 durante mucho tiempo.

### Construcción
Con la consumación de la independencia de Colombia en 1819, los españoles fueron expulsados de la recién formada Gran Colombia, quedando unas cuantas órdenes religiosas aun vigentes en sus claustros, fue en este panorama que llegó a la ciudad fray Serafín Barbetti, un monje franciscano procedente del reino de Italia, a quien se le adjudicó el diseño y la dirección de las obras para la realización de un nuevo puente que supliera las funciones cada vez más demandantes que venía cumpliendo el antiguo puente de la custodia desde el siglo XVIII, por lo que la primera piedra fue colocada el 16 de noviembre de 1868, durando la construcción hasta 1873, siendo totalmente finalizado e inaugurado el 31 de julio de 1873.
En sus inicios se dedicó al uso peatonal y animal, ya sean vacas, reces o caballos, mulas u otro jumento que se usaban para trasporte de personas o de carga, sin embargo tras la llegada del automóvil al país, a finales del siglo XIX y principios del XX también se adecuó el paso vehicular por el puente, fortaleciéndose así como la principal arteria que unía la ciudad de Popayán con el norte y occidente de la nación.

### SigloXX
A inicios de 1900, este puente se consolidó como la principal vía de acceso por el norte a la ciudad, sin embargo con la llegada del ferrocarril a Popayán en la década de los 20 y el arribo masivo de más automóviles a la urbe provocaron que el puente del humilladero se volviera insuficiente para el alto flujo que demandaba la ciudad, además que se vio la necesidad de preservar mejor esta obra, por lo que fueron abiertas más calles sobre la pendiente del cañón, construyéndose más puentes sobre el río Molino, provocando que el rol del puente solo quedara como patrimonial y cultural sobre todo.
Con el trascurso de los años, varios fueron los cambios que sufrió el sector aledaño al puente, como lo fue la destrucción total del puente chiquito de la custodia en 1933 por una de las habituales crecidas del río Molino, además que la demolición de otros importantes edificios históricos mucho más antiguos que el propio puente, como lo fue la pérdida del antiguo Hospital del Humilladero (que en ese momento fungía como prisión) y la casona de don José Rafael Mosquera (actual Banco de la República).
Fue declarado en su conjunto con todo el Centro Histórico de Popayán, como Monumento Nacional de Colombia por medio de la Ley 163 del 31 de diciembre de 1959.
Ya en la segunda mitad del siglo XX se decidió cerrar definitivamente el paso vehicular y animal por el puente, dejando solo disponible le peatonal para fomentar su conservación, consolidándose así como uno de los sitios más emblemáticos de la ciudad y como un fuerte atractivo turístico mientras la ciudad aumentaba su reconocimiento a nivel nacional e internacional.

### Terremoto de 1983 ysigloXXI
Lamentablemente el 31 de marzo de 1983, ocurrió un terremoto que devastó y/o averió la gran mayoría de edificaciones del centro histórico y provocó daños en sus barandas que en varios segmentos se derrumbaron y abrió una grieta considerable en las claves del arco central que cruza el río, sin embargo todo fue restaurado en tiempos posteriores, siendo declarado como Bien de Interés Cultural de la Nación por medio de la Resolución 1941 del 3 de julio de 2015.
Aunque lastimosamente ya entrado el siglo XXI se ha denotado un mayor y preocupante deterioro, sobre todo en la pérdida de varios ladrillos en uno de sus arcos bajo el cual trascurre una carretera, siendo afectado por el paso de vehículos altos, más de lo permitido que solo afectan su estabilidad, además que el sector del barrio Bolívar o Callejón se da mucho el fenómeno de la drogadicción entre las personas sin hogar, estos recurren al desmoronamiento de los ladrillos del puente para preparar sustancias psicoactivas más fuertes como el crack, por lo que esto supone una amenaza a la conservación de este monumento.

## Características arquitectónicas
Este puente es bastante único de los construidos en la era temprana de la República de Colombia.
Está conformado por 12 arcos de medio punto de diferentes dimensiones, de los cuales los dos centrales tienen cada uno 12 metros de largo en la base y una elevación de 9 metros desde la clave al nivel habitual del cause del río, El arco que remata por el sur tiene 200 metros de longitud, incluyendo la baranda que se prolonga frente al actual edificio de la Lotería del Cauca que mide 9 metros por 4 de elevación en cada clave. El puente lleva los 240 metros de su longitud en un trayecto ascendente de 5% de inclinación con un curva hacia el occidente que conduce desde el barrio El Callejón, actual Bolívar hasta el centro. Además, por su extremo oriental y rematando la obra se construyó sobre el muro que soporta el parque de la Casa Guillermo Valencia, una escalera en mampostería de canto rodado de 22 metros de largo por 3,70 m de alto, constituyéndose de 22 escalones y 4 descansos, esta escalinata vendría a reemplazar los ''Quingos'' o zig-zag sinuoso que tenía que transitar todo aquel que quiera entrar o salir de la ciudad por el norte.

## Mitos y leyendas del puente

### Sobre su nombre
Mucho se cuenta entre los lugareños sobre el origen del nombre ''Humilladero'', sin embargo las tres principales hipótesis que se han planteado los expertos son: (de la más aceptada a la más improbable)
- La versión más aceptada dice que en tiempos de la fundación de la ciudad se fue derivando por estas fechas el origen del nombre por el que hoy es conocido el puente de Bolívar y su sector, dado a que.

Se cuenta que para ese entonces, era tal de pronunciada la pendiente de las laderas del cause del afluente, que las personas además de lograr atravesar el rio Molino, tenían que escalar la pendiente casi de rodillas como si se estuviesen ''humillando'' con tal de lograr subir al centro, por lo que tales escenas se quedarían en la memoria colectiva, refiriéndose poco a poco al sitio como el del Humilladero.
- Se sugiere que el nombre proviene de un Humilladero, el cual era un pequeño recinto religioso que en el viejo continente y muchas ciudades españolas de la colonial poseían en las principales entradas y salidas de los caminos, donde los fieles podían implorar a la advocación de su devoción intercesión ante Dios por un buen viaje libre de mal y peligro, se cree que el antiguo Humilladero del Portazgo Norte pudo haberse ubicado aledaño al antiguo hospital (Hoy demolido y en su lugar se alza el edificio Negret y la sede de la Lotería del Cauca)
- Por último aunque es la más improbable, es también la versión más difundida y conocida por los payaneses, narra que el nombre del sector se debe a que ahí eran humillados, torturados e inclusive asesinados los esclavos africanos de las familias aristócratas de la ciudad que tenían sus residencias aledañas a la calle de La Pamba y sobre la pendiente del cañón del río, llegándose a afirmar que los cadáveres de los esclavos eran exhibidos en los arcos del puente.

### Sobre su construcción
- Se asegura entre los payaneses que la construcción del actual puente fue por obra forzada de mano esclava, lo cual se ha demostrado no ser verdad, dado que la esclavitud fue abolida definitivamente por el presidente patojo José Hilario López por medio de la ley de 21 de mayo de 1851,[10] casi 17 años antes del inicio de las obras del viaducto.

### Sobre su acceso
- Se tiene la creencia arraigada que después de terminada la construcción, el puente de Bolívar o del Humilladero era de uso exclusivo de la nobleza y la gente pudiente, mientras que el puente chiquito del Custodia era relegado al uso de los esclavos, gente de clase media y pobre, lo cual no es verdad, dado que el puente de Bolívar no había sido construido sino hasta después de la abolición de la esclavitud, además que desde el siglo XVIII al XIX todas las clases sociales utilizaban el puente de la Custodia que funcionó como único acceso a la ciudad por el norte, es más fue por acá que pasaron grandes personalidades el virrey Juan de Sámano o el libertador Simón Bolívar con sus tropas. También cabe mencionar que para el año de 1873 la gran mayoría de las familias nobles y adineradas habían huido o emigrado de la ciudad, dada la convulsa situación política que trajo consigo la época de la independencia y las posteriores guerras civiles que conllevó la decadencia de Popayán.